# 海后星
海后星（29 Amphitrite）是最大的S-型小行星之一，直径约200（120英里） ，可能是继司法星、婚神星、虹神星和大力神星之后的第五大小行星。

## 发现
海后星由阿尔伯特·马尔特于1854年3月1日在伦敦摄政公园的私人南别墅天文台发现。这是马尔特发现的唯一一颗小行星。天文台的拥有者乔治·毕晓普（George Bishop）为这颗小行星命名，取自希腊神话中的海洋女神安菲特里忒的名字命名。这颗小行星的历史符号是贝壳和星星；在Unicode 17.0 中，它的编码为U+1CECF 𜻏 ()。

## 物理特征

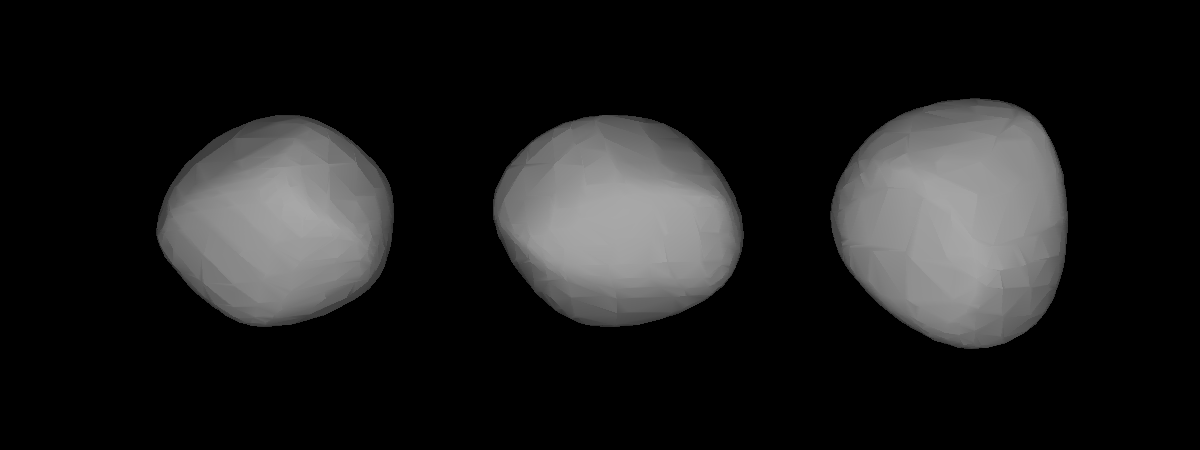
基于光变曲线绘制的海后星3D模型

海后星轨道比其他较大的小行星更接近圆形，倾斜度也较小。事实上，它是迄今为止发现的所有小行星中轨道最圆的。正因因此，海后星的亮度从未像虹神星或韶神星那样明亮，尤其是因为它比这些小行星离太阳更远。在有利的冲日条件下，海后星的星等可达到 +8.6 左右，但通常接近双筒望远镜的可见极限，约为+9.5等。
詹姆斯·贝尔（James Baer）和史蒂芬·R·切斯利（Steven R. Chesley）在2007年的研究估计海后星的质量为1.9 ×1019千克。而来自贝尔最新的研究估计它的质量为1.18 ×1019千克。
根据爱德华·F·特德斯科收集的光变曲线数据，海后星可能存在一颗卫星。1988年，人们利用毛纳基山天文台的夏威夷大學88英吋望遠鏡搜寻这颗小行星周围的卫星或尘埃，但一无所获。 